# Récepteur des androgènes
Le récepteur des androgènes (NR3C4) est une protéine de la superfamille des récepteurs nucléaires, famille des récepteurs des stéroïdes.  
Le récepteur est activé en se liant à la DHT (dihydroxytestostérone), un dérivé de la testostérone, la principale hormone sexuelle stéroïdienne mâle, avant de se déplacer vers le noyau.  
Ces récepteurs sont les plus étroitement apparentés aux récepteurs de la progestérone, et de fortes doses de progestatifs de synthèse peuvent les bloquer.  
Sa première fonction est en tant que facteur de transcription lié à l'ADN qui régule l'expression de gènes. Les gènes régulés par les androgènes jouent un rôle essentiel dans le développement et le maintien du phénotype sexuel mâle.  
La testostérone peut agir de 3 manières selon l'organe cible :  
- La testostérone elle-même
- Transformée en œstradiol via l'aromatase (enzyme ubiquitaire, présente dans la cellule de Sertoli & de Leydig)
- Transformée en DiHydroTestostérone (DHT) via l'enzyme 5-α-réductase dans l'organe cible.

Les organes sensibles à la DHT expriment ainsi :  
- Le récepteur à la DHT
- Le gène de la 5-α-réductase, la testostérone étant transformée localement en DHT.

## Structure
Comme tous les récepteurs nucléaires, le récepteur des androgènes est constitué de six domaines fonctionnels (A à F).

## Récepteurs à la DHT
- Peau
- Follicule pilo-sébacé (poil + glande sébacée)
- Organe génital externe (masculin)
- Cerveau
- Prostate

## Mécanisme d'action
Il s'agit de créer des protéines chargés d'électrons pour subvenir aux besoins de l'individu.